# Farafina

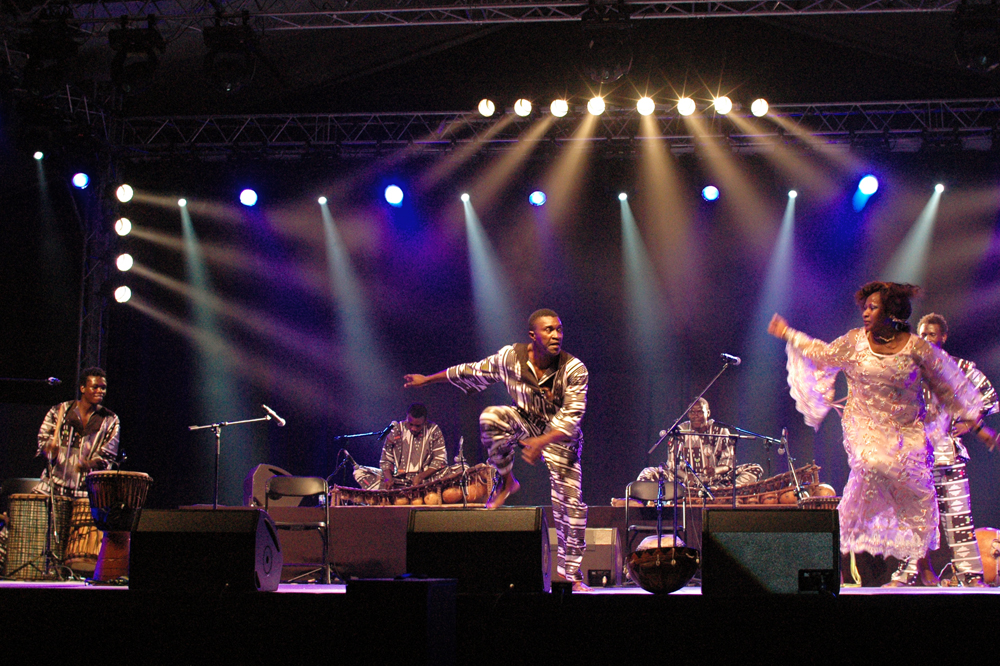
September 2009, Warszawa, Polen

Farafina ist eine Musikgruppe aus dem westafrikanischen Staat Burkina Faso. Sie wurde 1978 von Mahama Konaté in Bobo-Dioulasso gegründet. Ihre Musik beruht auf den Musiktraditionen des Landes, vor allem das Balafon spielt eine große Rolle. Farafina arbeitete unter anderem mit den Rolling Stones zusammen. Nach dem Rückzug Konatés löste sich die Band zunächst auf, wurde aber später wiederbelebt.

## Diskografie
Alben
- 1986: Live at Montreux Jazz Festival (Artways)
- 1988: Flash of the Spirit mit Jon Hassell (Intuition)
- 1989: Bolomakoté (veraBra)
- 1993: Faso denou (Real World Records), ohne Konaté
- 1998: Nemako (Intuition)
- 2001: Kanou (Intuition)